# Претекста (трагедия)
Претекста — разновидность национальной древнеримской трагедии, основанной на исторических событиях и прославлявшей жизнь какого-либо исторического персонажа, чаще всего царя или полководца, в отличие от римских подражаний древнегреческим трагедиям — котурнат (где актёры трагедии, изображавшие богов, надевали ботинки-котурны; они часто были фактически переводами греческих трагиков). Главным отличием от котурнат было то, что в претекстах речь шла именно о реальных исторических событиях (иногда даже не очень давних), а не мифологических, как в случае с греческими трагедиями.
Название трагедии происходит от древнеримской тоги, которую носили юноши и магистраты и которая считалась национальной римской одеждой.
Первым автором, писавшим претексты, считается Невий (ок. 269—204 до н. э.), драматург италийского происхождения, написавший также эпос «Bellum Poenicum». До нашего времени не дошла его претекста «Кластидий», посвящённая битве при Кластидии 222 года до н. э., а также, во фрагментах, претекста о Ромуле и Реме и основании Рима под заглавием «Ромул» (также известна как «Alimonium Romuli et Remi»).
Единственная дошедшая до нашего времени полностью претекста — «Октавия», содержание которой было взято из жизни супруги Нерона, традиционно приписываемая Сенеке, но на деле написанная позже его жизни; она же считается одной из последних претекст. Во фрагментах сохранились претексты таких авторов, как Квинт Энний (особенно известна его претекста «Похищение сабинянок»), Марк Пакувий, Луций Акций, Помпоний Секунд (последнему иногда приписывают авторство «Октавии»). Общее число трагедий-претекст значительно меньше трагедий, написанных по греческим образцам. Претексты писались и во время Империи.
Отрывки претекст были собраны в работе Отто Риббека «Fragmenta tragicorum Romanorum» (Лейпциг, 1897).